# Carl Amand Mangold
Carl Armand Mangold (Darmstadt, 10 d'agost de 1813 – Oberstdorf, 8 d'abril de 1889) fou un director d'orquestra i compositor alemany del Romanticisme.
Aprengué les primeres lliçons de violí, piano, cant i harmonia del seu pare, Georg, i als divuit anys ingressà en la capella de música de la cort de Darmstadt. El 1834 passà a Londres amb el seu germà Wilhelm, que havia estat contractat per a dirigir l'orquestra de l'òpera alemanya, i després a París per perfeccionar els seus estudis, i el 1848 fou nomenat director de l'orquestra de la cort. Des de 1869 fins al 1875 dirigí l'Associació Mozart.
Com a compositor se li deuen: les òperes Das Kochlermaedchen, Der Tannhaeuser Die Hermannschlacht estrenades a Darmstadt el 1843, 1846 i 1848 respectivament; Gudrun, la música del drama Dornroeeschen, la cantata-simfonia Elysium, l'escena dramàtica Des Maedchensklage; l'oratori Abraham. etc.